# 劳群岛
勞群島（英語：Lau Islands），又称东部群岛（英語：Eastern Group），是太平洋島國斐濟的群島，位於科羅海以東的南太平洋海域，由約100個島嶼組成，行政上属于劳省，總面積487平方公里，北部島嶼以火山島為主，南部島嶼大多是珊瑚島，2007年人口10,683。
17°50′S 178°40′E / 17.833°S 178.667°E